# Monteverdi Hai 650 F1
La Monteverdi Hai 650 F1 è un'autovettura sportiva realizzata dalla casa automobilistica svizzera Automobile Monteverdi dal 1992 al 1995.

## Descrizione

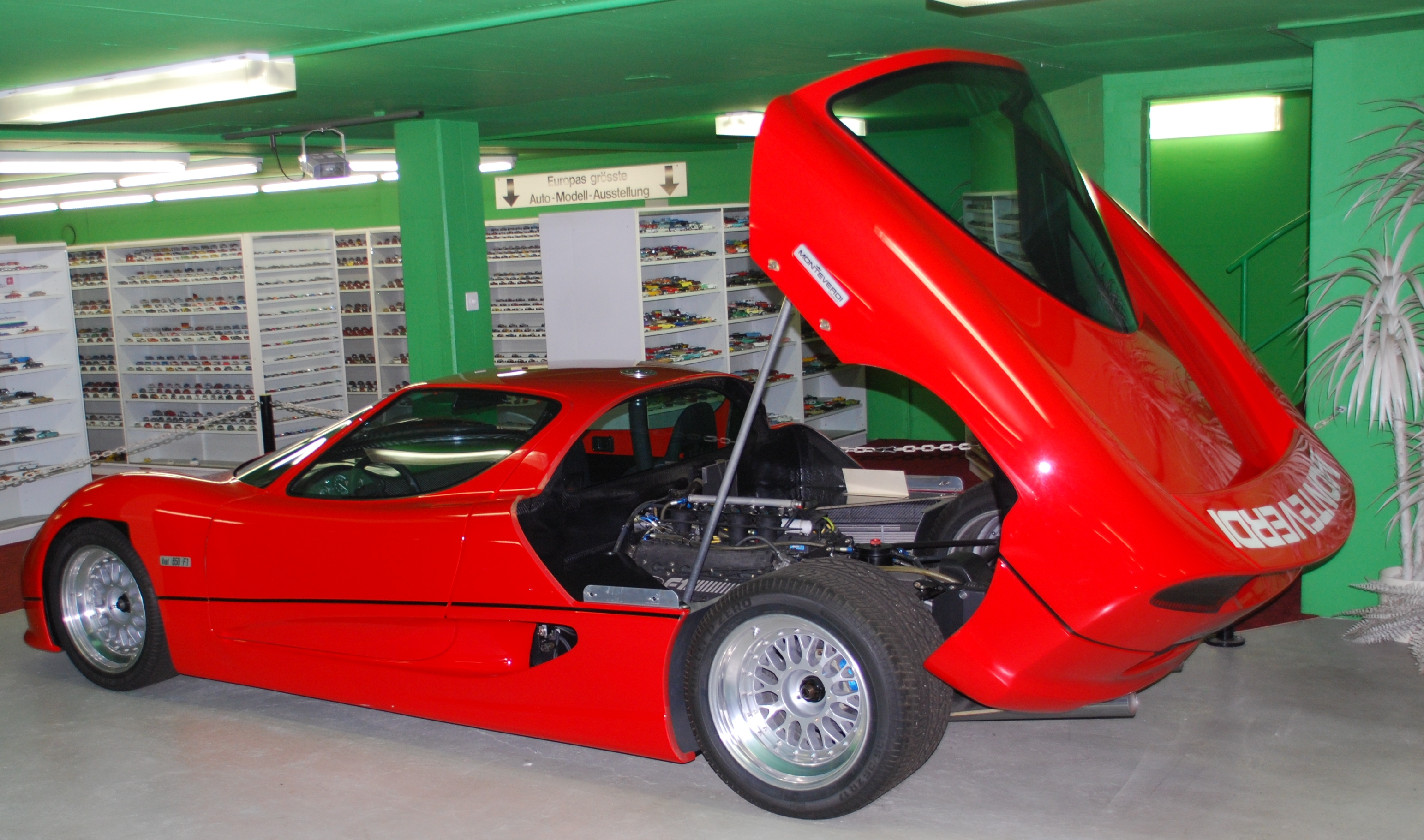
Vano motore aperto

Nel 1992 Peter Monteverdi decise di ritornare a produrre automobili. Per raggiungere tale scopo volle creare una vettura sportiva sulla falsariga della Monteverdi Hai 450 SS del 1970. L'obiettivo era quello di creare una berlinetta super sportiva che fosse una via di mezzo tra una monoposto di Formula 1 e una vettura stradale. Per fare ciò, l'azienda utilizzò telaio e motore di derivazione Formula 1 dalla defunta scuderia Monteverdi-Onyx F1. L'autovettura stessa venne costruita attorno a un telaio monoscocca in fibra di carbonio di origine Formula 1, a cui era abbinato un motore Ford DFR V8 F1 sebbene in versione depotenziata. L'auto venne chiamata Hai 650 F1, in omaggio alla Hai 450 SS del 1970. Della vettura vennero costruiti tre prototipi, uno dei quali è esposto al Museo svizzero dei trasporti di Lucerna.

## Specifiche tecniche
Oltre al telaio monoscocca in fibra di carbonio di derivazione Formula 1, dalla stessa venne ripreso anche il motore che era un Ford DFR V8 con cilindrata di 3491 cm³ (3,5 litri) e che erogava una potenza di circa 658 CV a 11 000 giri/min. La trasmissione era affidata a un cambio manuale a sei marce montato in blocco al differenziale posteriore. Le prestazione dichiarate erano: velocità massima di 335 km/h (208 mph) e accelerazione 0-100 km/h in 3,0 secondi.